# Іскрець
Іскре́ць (болг. Искрец) — село в Софійській області Болгарії. Входить до складу общини Своге.

## Населення
За даними перепису населення 2011 року у селі проживали 2010 осіб.
Національний склад населення села:
| Національність   | Кількість осіб | Відсоток |
| ---------------- | -------------- | -------- |
| болгари          | 1972           | 99,4%    |
| цигани           | 7              | 0,4%     |
| турки            | 0              | 0%       |
| інша             | 5              | 0,3%     |
| не визначились   | 0              | 0%       |
| Всього відповіли | 1984           |          |

Розподіл населення за віком у 2011 році:
Динаміка населення: